# Shell Energy Stadium
O PNC Stadium, anteriormente chamado BBVA Compass Stadium e mais tarde BBVA Stadium, é um estádio localizado em Houston, Texas, Estados Unidos, possui capacidade total para 22.039 pessoas, é a casa do time de futebol Houston Dynamo da MLS e do time de futebol americano universitário Texas Southern Tigers football da Universidade do Sul do Texas. O estádio foi inaugurado em 2012.